# Lamellodysidea herbacea
Lamellodysidea herbacea är en svampdjursart som först beskrevs av Keller 1889.  Lamellodysidea herbacea ingår i släktet Lamellodysidea och familjen Dysideidae. Inga underarter finns listade i Catalogue of Life.